# Аникин, Николай Григорьевич
Николай Григорьевич Аникин (9 мая 1935 — 1 октября 2024) — советский партийный и государственный деятель, председатель Сургутского горисполкома (1979—1981), первый секретарь Сургутского горкома КПСС (1981—1990).
Родился 9 мая 1935 г. в Бирске Башкирской АССР. Окончил Уфимский нефтяной институт по специальности горный инженер по разработке нефтяных и газовых месторождений (1958).
С 1958 по 1968 год работал в Белебеевской конторе бурения треста «Башзападнефтеразведка»: помощник бурильщика, бурильщик, буровой мастер, старший инженер, начальник участка, начальник производственно-технического отдела.
В 1968 году с женой и ребёнком переехал в Сургут по приглашению Виктора Муравленко. Работал главным инженером Правдинской конторы бурения, начальником технического отдела объединения «Сургутнефтегаз», секретарём парткома «Сургутнефтегаза».
В 1979 году избран председателем Сургутского горисполкома. С 1981 по 1990 год первый секретарь Сургутского горкома КПСС.
За период его руководства (1979—1990) в Сургуте введено в эксплуатацию 2276 тыс. и² жилья. Улучшилось снабжение продуктами питания, что в то время имело особую актуальность. Были построены хлебокомбинат, молокозавод, мясокомбинат, пивзавод. Сургутская ГРЭС-1 вышла на проектную мощность, а на ГРЭС-2 были построены 6 энергоблоков мощностью 800 МВт. В 1988 году был открыт новый железнодорожный вокзал. Численность населения города выросла со 107 тысяч (1979) до 258 тысяч (1990).
В 1990—1991 гг. зав. социально-экономическим отделом Тюменского обкома КПСС. С 1991 г. — ведущий специалист представительства Тобольского нефтехимкомбината в Тюмени.
С 1995 года на пенсии. Жил в Тюмени.
Делегат XXVII съезда КПСС.
Награждён орденами Трудового Красного Знамени и «Знак Почёта», медалями «За трудовую доблесть», «За доблестный труд. В ознаменование 100-летия со дня рождения Владимира Ильича Ленина», «Ветеран труда».
Скончался 1 октября 2024 года.